# Comédie de Toulon
La comédie de Toulon est un édifice situé dans la ville de Toulon, dans la Provence-Alpes-Côte d'Azur dans le Var.

## Histoire
Le portail est inscrit au titre des monuments historiques par arrêté du 11 février 1998.
Le premier théâtre de Toulon fut construit en 1775, il se composait d'une salle rectangulaire à quatre niveaux de galeries. Un vestibule et le portail sculpté sur la rue de la Comédie (Fantaisies toulonnaises) ont été ajoutés quelques années plus tard. De nombreuses personnalités l'ont fréquenté comme Talma, Rachel ou le compositeur Offenbach. Une construction plus vaste fut projetée en 1810, l'arasement des remparts vers 1850 permit l'édification. Le Grand théâtre de Toulon est inauguré en 1862, la salle proprement dite fut bombardée durant la Seconde Guerre mondiale, il ne reste que deux portails et un escalier qui conduisait aux appartements de la direction. 